# Wolfgang Bauer (Philologe)

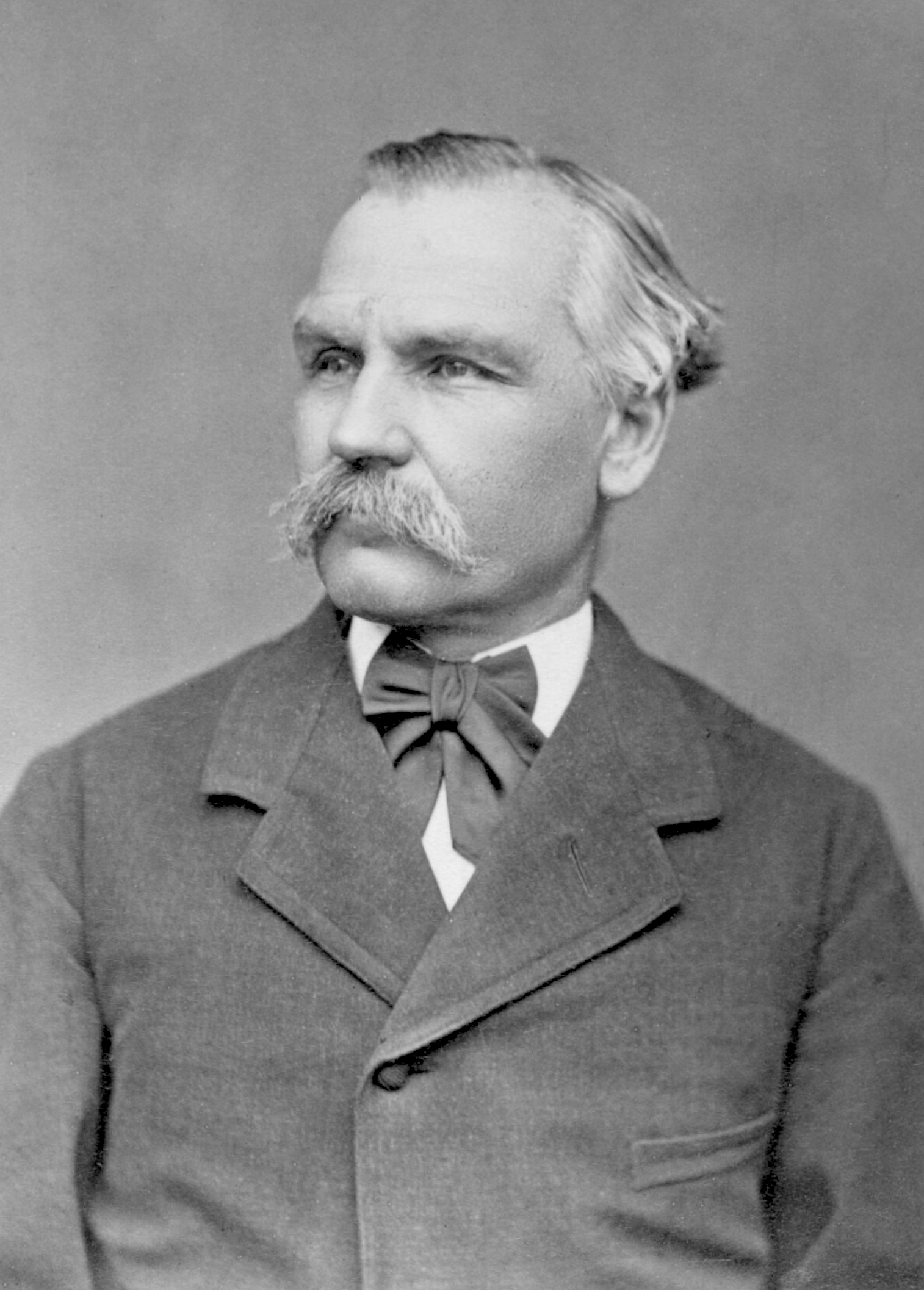
Porträt Wolfgang Bauer

Wolfgang Bauer (* 8. Januar 1828 in München; † 21. Dezember 1880 ebenda) war ein deutscher Gymnasiallehrer und Altphilologe.

## Leben
Wolfgang Bauer wuchs in ärmlichen Verhältnissen auf. Dennoch besuchte er in München das „Alte Gymnasium“ (das spätere Wilhelmsgymnasium München) und legte 1846 als Jahrgangsbester die Absolutorialprüfung (Abitur) ab. Bereits nach dreijährigem Studium in den Studienjahren 1846/47 bis 1849/1850 an der Ludwig-Maximilians-Universität München, an der er neben der Klassischen Philologie auch Jura studierte, und „mit sehr gutem Erfolg“ bestandener Lehramtsprüfung wurde er 1849 Assistent am Wilhelmsgymnasium. Ab November 1852 übernahm er am Maximiliansgymnasium München die Vertretung in der 1. Klasse der Lateinschule (Unterstufe) für Anton Linsmayer und wurde zum Schuljahr 1853/54 nach Eichstätt versetzt. Mit Entschließung vom 31. Januar 1853 erfolgte die Ernennung zum Studienlehrer. Kurze Zeit unterrichtete er an den Studienanstalten in Kempten und 1854/55 am Ludwigsgymnasium in München. Mit Entschließung vom 27. August 1855 wurde er wieder am Wilhelmsgymnasium eingesetzt und mit 1. Oktober 1858 zum Gymnasialprofessor befördert. Nachdem er im Schuljahr 1872/73 das Rektorat des Gymnasiums in Landshut übernommen hatte, leitete er ab dem Schuljahr 1873/74 in gleicher Funktion das Wilhelmsgymnasium bis zum 4. Dezember 1880. Der Neubau der Bibliothek des Wilhelmsgymnasiums wurde auf seine Initiative hin bald nach seinem Amtsantritt geplant und war 1877 bezugsfertig.
Er starb an einer Krankheit, auf Grund derer er immer wieder Dienstunterbrechungen hatte hinnehmen müssen.
Wolfgang Bauer veröffentlichte Lehr- und Übungsbücher zur lateinischen und griechischen Sprache, Schriften zu griechischen Autoren, zur Organisation und Reform der bayerischen Gymnasien und anderes.
Wolfgang Bauer starb 1880 im Alter von 52 Jahren in München.

## Grabstätte

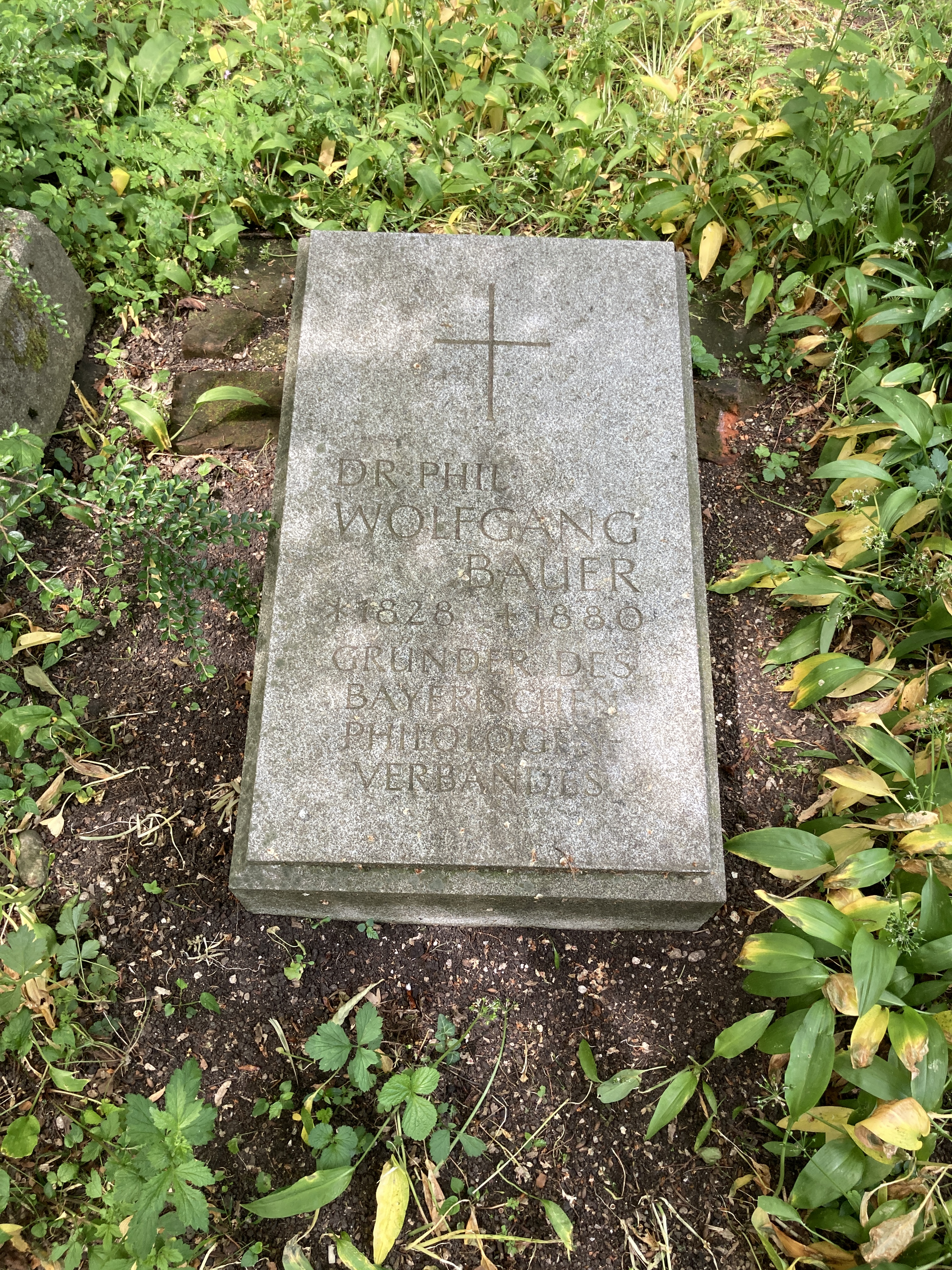
Grab von Wolfgang Bauer auf dem Alten Südlichen Friedhof in München

Die Grabstätte von Wolfgang Bauer befindet sich auf dem Alten Südlichen Friedhof in München (Gräberfeld 14 - Reihe 3 - Platz 2) Standort.

## Schriften
Kritisches und Exegetisches
- Zu den Herakliden des Euripides. Kritisches und Exegetisches. Mit Anmerkungen, in: Jahrbuch des Wilhelmsgymnasiums, Schuljahr 1869/70. München 1870 (20 S.).
- Zu Euripides' Iphigenie auf Taurien. Kritisches und Exegetisches. Festschrift des k. Wilhelmsgymnasiums in München zur 400jähr. Jubiläumsfeier der Ludwig-Maximilians-Universität zu München, in: Jahresbericht des Wilhelmsgymnasiums in München für das Jahr 1871/72. München 1872 (21 S.).
- Zur Medea des Euripides. Kritisches und Exegetisches / Programm des Wilhelmsgymnasiums 1871. München 1871 (31 S.).

Schulausgaben
- Des Euripides Herakliden, zum Schulgebrauche mit erklärenden Anmerkungen versehen. München: J. Lindauer, 1870 digitalisat (2. Aufl. 1885 von Nikolaus Wecklein digitalisat). Neuauflage: 2012.
- Des Euripides Alkestis, zum Schulgebrauche mit erklärenden Anmerkungen versehen. München: J. Lindauer, 1871 digitalisat (2. Aufl. 1888 von Nikolaus Wecklein digitalisat).
- Des Euripides Medea, zum Schulgebrauche mit erklärenden Anmerkungen versehen. München: J. Lindauer, 1871 digitalisat (3. Aufl. 1894 von Nikolaus Wecklein digitalisat)
- Des Euripides Iphigenie auf Taurien, zum Schulgebrauche mit erklärenden Anmerkungen versehen. München: J. Lindauer, 1872 digitalisat (2. Aufl. 1884 von Nikolaus Wecklein).
- Des Euripides Hippolyt, zum Schulgebrauche mit erklärenden Anmerkungen versehen. München: J. Lindauer, 1876 digitalisat (2. Aufl. von Nikolaus Wecklein?).

Schulübungen
- Aufgaben zu griechischen Stilübungen für die oberen Gymnasialklassen. Buchner, Bamberg 1859, 1875 (VIII und 162 S.).
- Übungsbuch zum Übersetzen aus dem Deutschen ins Lateinische für die unteren Klassen der Gymnasien (Secunda), mit L. Englmann. Buchner, Bamberg 1859, 1877–1880 (IV und 271 S.).
- Übungsbuch. Vom Deutschen ins Lateinische für die obern Klassen der Gymnasien. (Prima). Buchner, Bamberg 1860. 1871. 1876. 1879. (204 S.).
- Griechisches Übungsbuch. 9. Auflage, bearbeitet von Augustin Stapfer. Buchner, Bamberg 1892.

Andere
- Zur Organisation der bayerischen Gelehrtenschulen. Einladungsschrift zur Schlußfeier des Studienjahres 1862/63 am K. Wilhelmsgymnasium zu München. München 1863 (25 S.).
- Zur Reform der bayerischen Gymnasien. J. Lindauer (Schöpping), München 1869 (48 S.).
- Die Eröffnung des neuen Wilhelms-Gymnasiums in München am 24. October 1877 (16 S.).
- Aus dem Diarium gymnasii S. J. Monacensis. Ein Beitrag zur Geschichte des k. Wilhelmsgymnasiums in München. Gotteswinter & Mössl, München 1878 (32 S.).